# Collegio di Winchester
Winchester è un collegio elettorale inglese situato nell'Hampshire rappresentato alla camera dei Comuni del parlamento del Regno Unito. Elegge un membro del parlamento con il sistema maggioritario a turno unico; l'attuale parlamentare è Danny Chambers, dei Liberal Democratici, che rappresenta il collegio dal 2024.

## Estensione

Il collegio di Winchester dal 2010 al 2024

Il collegio comprende la parte settentrionale della City of Winchester, come anche Chandler's Ford e Hiltingbury che si trovano nel Borough of Eastleigh, nell'Hampshire. Il maggiore insediamento abitato è Winchester. A seguito delle modifiche alla rappresentanza parlamentare nell'hampshire, la Boundary Commission for England creò un nuovo collegio nella contea, quello di Meon Valley, che fu costituito nel 2010 e inglobò alcune parti che erano state nel vecchio collegio di Winchester.
Storia dei confini
- 1918-1950: il Municipal Borough di Winchester, il distretto urbano di Eastleigh and Bishopstoke, i distretti rurali di Hursley e Winchester e il distretto rurale di South Stoneham ad eccezione della parrocchia civile di Bittern.
- 1950-1955: i Municipal Borough di Eastleigh, Romsey e Winchester, le parrocchie civili del distretto rurale di Romsey and Stockbridge di Ampfield, Chilworth, East Dean, Lockerley, Melchet Park and Plaitford, Michelmersh, Mottisfont, North Baddesley, Nursling and Rownhams, Romsey Extra, Sherfield English e Wellow, e parte del distretto rurale di Winchester.
- 1955-1974: i Municipal Borough di Romsey e Winchester, e parti dei distretti rurali di Romsey and Stockbridge e Winchester.
- 1974-1983: i Municipal Boroughs di Andover e Winchester, il distretto rurale di Andover e parti dei distretti rurali di Romsey and Stockbridge e Winchester.
- 1983-1997: i ward della Città di Winchester di Bishop's Sutton, Bishop's Waltham, Cheriton, Compton, Durley and Upham, Itchen Valley, Littleton, Micheldever, New Alresford, Olivers Battery, Otterbourne and Hursley, Owlesbury and Colden Common, St Barnabas, St Bartholomew, St John and All Saints, St Luke, St Michael, St Paul, Sparsholt, The Worthys, Twyford, Upper Meon Valley e Wonston, e i ward del distretto di East Hampshire di Alton Holybourne, Alton North East, Alton North West, Alton South East, Alton South West and Beech, Farringdon, Four Marks, Medstead, North Downland and Ropley e West Tisted.
- 1997-2010: la Città di Winchester.
- 2010-2024: i ward della Città di Winchester di Colden Common and Twyford, Compton and Otterbourne, Itchen Valley, Kings Worthy, Littleton and Harestock, Olivers Battery and Badger Farm, St Barnabas, St Bartholomew, St John and All Saints, St Luke, St Michael, St Paul, Sparsholt, The Alresfords e Wonston and Micheldever, e i ward del Borough di Eastleigh di Chandler's Ford East, Chandler's Ford West, Hiltingbury East e Hiltingbury West.
- dal 2024: i ward della Città di Winchester di Alresford and Itchen Valley, Badger Farm and Oliver’s Battery, Bishop’s Waltham, Central Meon Valley, Colden Common and Twyford, St. Barnabas, St. Bartholomew, St. Luke, St. Michael, St. Paul, The Worthys, Upper Meon Valley e Wonston and Micheldever.

Il Parlamento accettò la quinta revisione periodica dei collegi di Westminster effettuando piccole modifiche al collegio in occasione delle elezioni generali del 2010, togliendo 11 ward principalmente rurali intorno a Bishop's Waltham e aggiungendoli al nuovo collegio di Meon Valley. In cambio, Winchester ottenne quattro ward suburbani e parzialmente urbani al confine settentrionale di Eastleigh. Con la revisione del 2024 il collegio è tornato a comprendere solamente le aree all'interno dell'autorità locale della città di Winchester, con il trasferimento di Chandler's Ford e Hitlingbury al collegio di Eastleigh. Bishop's Waltham e l'area di Meon Valley sono state trasferite ad altri collegi.

## Storia

### 1295–1885
La città inviò borghesi (equivalenti a deputati consiglieri) al Model Parliament del 1295 e di lì in avanti a molti Parlamenti convocati dai monarchi del periodo medievale e successivo. La rappresentanza era fissata a due delegati per tutto questo lungo periodo della storia inglese, ma non fu continua per tutto il periodo, sia per l'infrequenza dei Parlamenti sia per l'appoggio dei delegati che a volte erano realisti e a volte parlamentaristi. Il collegio ebbe pertanto rappresentanza sporadica durante il Protettorato che seguì la fine della guerra civile inglese. 

### Dal 1885
Il Redistribution of Seats Act 1885 ridusse la rappresentanza del collegio a solo un deputato, permettendo la creazione di nuovi collegi nelle aree circostanti dell'Hampshire: Andover e Fareham, anche conosciuti come Collegio di West Hampshire e South Hampshire.

### Storia politica
Il collegio rappresentò un seggio sicuro per il Partito Conservatore in termini di vantaggio elettorale dal 1950 al 1997.
Alle elezioni generali del 1997 il deputato in carica Gerry Malone, conservatore, fu sconfitto da Mark Oaten dei Liberal Democratici per soli due voti. Malone contestò il risultato, che fu dichiarato nullo dall'Alta Corte sulla base di una stampa errata delle schede elettorali, il che portò ad una elezione suppletiva nello stesso anno. L'elezione fu vinta da Oaten con un vantaggio molto maggiore, 21.556 voti, in un'elezione che vide il Partito Laburista finire al 1,7% dei voti.
Gli eventi del 1997 fecero modificare lo status del collegio, che non fu più trattato come "seggio garantito" al Partito Conservatore.

## Membri del parlamento
| Elezione | Elezione            | Deputato                | Partito             |
| -------- | ------------------- | ----------------------- | ------------------- |
|          | 1885                | Arthur Loftus Tottenham | Conservatore        |
| 1888 (S) | Richard Moss        |                         | Conservatore        |
| 1892     | William Myers       |                         | Conservatore        |
| 1906     | Guy Baring          |                         | Conservatore        |
| 1916 (S) | Douglas Carnegie    |                         | Conservatore        |
|          | Douglas Carnegie    | 1917                    | Nazionale           |
|          | 1918                | Sir George Hennessy     | Conservatore        |
| 1931     | Sir Geoffrey Ellis  |                         | Conservatore        |
| 1935     | Gerald Palmer       |                         | Conservatore        |
|          | 1945                | George Jeger            | Laburista           |
|          | 1950                | Peter Smithers          | Conservatore        |
| 1964 (S) | Morgan Morgan-Giles |                         | Conservatore        |
| 1979     | John Browne         |                         | Conservatore        |
| 1992     | Gerry Malone        |                         | Conservatore        |
|          | 1997                | George Jeger            | Liberal Democratici |
|          | 2010                | Steve Brine             | Conservatore        |
|          | Set 2019            | Steve Brine             | Indipendente        |
|          | Ott 2019            | Steve Brine             | Conservatore        |
|          | 2024                | Danny Chambers          | Liberal Democratici |

## Elezioni

### Elezioni negli anni 2020
| Partito                    | Partito                                         | Candidato                  | Risultati 4 luglio 2024 | Risultati 4 luglio 2024 |
| Partito                    | Partito                                         | Candidato                  | Voti                    | %                       |
| -------------------------- | ----------------------------------------------- | -------------------------- | ----------------------- | ----------------------- |
|                            | Lib Dem                                         | Danny Chambers             | 29 939                  | 52,45                   |
|                            | Conservatore                                    | Flick Drummond             | 16 118                  | 28,24                   |
|                            | Reform UK                                       | Sean Whelan                | 4 797                   | 8,40                    |
|                            | Laburista                                       | Hannah Dawson              | 3 023                   | 5,30                    |
|                            | Verde                                           | Lorraine Estelle           | 2 740                   | 4,80                    |
|                            | Social Democratico                              | Andrew Davis               | 146                     | 0,26                    |
|                            | Indipendente                                    | Chris Barfoot              | 142                     | 0,25                    |
|                            | Indipendente                                    | Kevin D'Cruze              | 127                     | 0,22                    |
|                            | Hampshire Independents                          | Andy Liming                | 44                      | 0,08                    |
|                            |                                                 |                            |                         |                         |
| Iscritti                   | Iscritti                                        | Iscritti                   | 78 289                  | 100,00                  |
| ↳ Votanti (% su iscritti)  | ↳ Votanti (% su iscritti)                       | ↳ Votanti (% su iscritti)  | 57 261                  | 73,14                   |
| ↳ Astenuti (% su iscritti) | ↳ Astenuti (% su iscritti)                      | ↳ Astenuti (% su iscritti) | 21 028                  | 26,86                   |
|                            |                                                 |                            |                         |                         |
|                            | Esito: collegio passa da Conservatore a Lib Dem |                            |                         |                         |

### Elezioni negli anni 2010
| Partito                    | Partito                                   | Candidato                  | Risultati 12 dicembre 2019 | Risultati 12 dicembre 2019 |
| Partito                    | Partito                                   | Candidato                  | Voti                       | %                          |
| -------------------------- | ----------------------------------------- | -------------------------- | -------------------------- | -------------------------- |
|                            | Conservatore                              | Steve Brine                | 28 430                     | 48,28                      |
|                            | Lib Dem                                   | Paula Ferguson             | 27 445                     | 46,60                      |
|                            | Laburista                                 | George Baker               | 2 723                      | 4,62                       |
|                            | Justice & Anti-Corruption                 | Teresa Skelton             | 292                        | 0,50                       |
|                            |                                           |                            |                            |                            |
| Iscritti                   | Iscritti                                  | Iscritti                   | 75 582                     | 100,00                     |
| ↳ Votanti (% su iscritti)  | ↳ Votanti (% su iscritti)                 | ↳ Votanti (% su iscritti)  | 58 890                     | 77,92                      |
| ↳ Astenuti (% su iscritti) | ↳ Astenuti (% su iscritti)                | ↳ Astenuti (% su iscritti) | 16 692                     | 22,08                      |
|                            |                                           |                            |                            |                            |
|                            | Esito: collegio confermato a Conservatore |                            |                            |                            |

| Partito                    | Partito                                   | Candidato                  | Risultati 8 giugno 2017 | Risultati 8 giugno 2017 |
| Partito                    | Partito                                   | Candidato                  | Voti                    | %                       |
| -------------------------- | ----------------------------------------- | -------------------------- | ----------------------- | ----------------------- |
|                            | Conservatore                              | Steve Brine                | 29 729                  | 52,01                   |
|                            | Lib Dem                                   | Jackie Porter              | 19 730                  | 34,52                   |
|                            | Laburista                                 | Mark Chaloner              | 6 007                   | 10,51                   |
|                            | Verdi                                     | Andrew Wainwright          | 846                     | 1,48                    |
|                            | UKIP                                      | Martin Lyon                | 695                     | 1,22                    |
|                            | JAC                                       | Teresa Skelton             | 149                     | 0,26                    |
|                            |                                           |                            |                         |                         |
| Iscritti                   | Iscritti                                  | Iscritti                   | 72 349                  | 100,00                  |
| ↳ Votanti (% su iscritti)  | ↳ Votanti (% su iscritti)                 | ↳ Votanti (% su iscritti)  | 57 156                  | 79,00                   |
| ↳ Astenuti (% su iscritti) | ↳ Astenuti (% su iscritti)                | ↳ Astenuti (% su iscritti) | 15 193                  | 21,00                   |
|                            |                                           |                            |                         |                         |
|                            | Esito: collegio confermato a Conservatore |                            |                         |                         |

| Partito                    | Partito                                   | Candidato                  | Risultati 7 maggio 2015 | Risultati 7 maggio 2015 |
| Partito                    | Partito                                   | Candidato                  | Voti                    | %                       |
| -------------------------- | ----------------------------------------- | -------------------------- | ----------------------- | ----------------------- |
|                            | Conservatore                              | Steve Brine                | 30 425                  | 55,00                   |
|                            | Lib Dem                                   | Jackie Porter              | 13 511                  | 24,43                   |
|                            | Laburista                                 | Mark Chaloner              | 4 613                   | 8,34                    |
|                            | UKIP                                      | Martin Lyon                | 4 122                   | 7,45                    |
|                            | Verdi                                     | Michael Wilks              | 2 645                   | 4,78                    |
|                            |                                           |                            |                         |                         |
| Iscritti                   | Iscritti                                  | Iscritti                   | 71 469                  | 100,00                  |
| ↳ Votanti (% su iscritti)  | ↳ Votanti (% su iscritti)                 | ↳ Votanti (% su iscritti)  | 55 316                  | 77,40                   |
| ↳ Astenuti (% su iscritti) | ↳ Astenuti (% su iscritti)                | ↳ Astenuti (% su iscritti) | 16 153                  | 22,60                   |
|                            |                                           |                            |                         |                         |
|                            | Esito: collegio confermato a Conservatore |                            |                         |                         |

| Partito                    | Partito                                         | Candidato                  | Risultati 6 maggio 2010 | Risultati 6 maggio 2010 |
| Partito                    | Partito                                         | Candidato                  | Voti                    | %                       |
| -------------------------- | ----------------------------------------------- | -------------------------- | ----------------------- | ----------------------- |
|                            | Conservatore                                    | Steve Brine                | 27 155                  | 48,53                   |
|                            | Lib Dem                                         | Martin Tod                 | 24 107                  | 43,08                   |
|                            | Laburista                                       | Patrick Davies             | 3 051                   | 5,45                    |
|                            | UKIP                                            | Jocelyn Penn-Bull          | 1 139                   | 2,04                    |
|                            | Democratici                                     | Mark Lancaster             | 503                     | 0,90                    |
|                            |                                                 |                            |                         |                         |
| Iscritti                   | Iscritti                                        | Iscritti                   | 73 819                  | 100,00                  |
| ↳ Votanti (% su iscritti)  | ↳ Votanti (% su iscritti)                       | ↳ Votanti (% su iscritti)  | 55 955                  | 75,80                   |
| ↳ Astenuti (% su iscritti) | ↳ Astenuti (% su iscritti)                      | ↳ Astenuti (% su iscritti) | 17 864                  | 24,20                   |
|                            |                                                 |                            |                         |                         |
|                            | Esito: collegio passa da Lib Dem a Conservatore |                            |                         |                         |

### Elezioni negli anni 2000
| Partito                    | Partito                              | Candidato                  | Risultati 5 maggio 2005 | Risultati 5 maggio 2005 |
| Partito                    | Partito                              | Candidato                  | Voti                    | %                       |
| -------------------------- | ------------------------------------ | -------------------------- | ----------------------- | ----------------------- |
|                            | Lib Dem                              | Mark Oaten                 | 31 225                  | 50,64                   |
|                            | Conservatore                         | George Hollingbery         | 23 749                  | 38,52                   |
|                            | Laburista                            | Patrick Davies             | 4 782                   | 7,76                    |
|                            | UKIP                                 | David Abbott               | 1 321                   | 2,14                    |
|                            | Indipendente                         | Arthur Uther Pendragon     | 581                     | 0,94                    |
|                            |                                      |                            |                         |                         |
| Iscritti                   | Iscritti                             | Iscritti                   | 85 751                  | 100,00                  |
| ↳ Votanti (% su iscritti)  | ↳ Votanti (% su iscritti)            | ↳ Votanti (% su iscritti)  | 61 658                  | 71,90                   |
| ↳ Astenuti (% su iscritti) | ↳ Astenuti (% su iscritti)           | ↳ Astenuti (% su iscritti) | 24 093                  | 28,10                   |
|                            |                                      |                            |                         |                         |
|                            | Esito: collegio confermato a Lib Dem |                            |                         |                         |

| Partito                    | Partito                              | Candidato                  | Risultati 7 giugno 2001 | Risultati 7 giugno 2001 |
| Partito                    | Partito                              | Candidato                  | Voti                    | %                       |
| -------------------------- | ------------------------------------ | -------------------------- | ----------------------- | ----------------------- |
|                            | Lib Dem                              | Mark Oaten                 | 32 282                  | 54,57                   |
|                            | Conservatore                         | Andrew Hayes               | 22 648                  | 38,28                   |
|                            | Laburista                            | Stephen Wyeth              | 3 498                   | 5,91                    |
|                            | UKIP                                 | Joan Martin                | 664                     | 1,12                    |
|                            | Wessex Regionalist                   | Henrietta Rous             | 66                      | 0,11                    |
|                            |                                      |                            |                         |                         |
| Iscritti                   | Iscritti                             | Iscritti                   | 81 822                  | 100,00                  |
| ↳ Votanti (% su iscritti)  | ↳ Votanti (% su iscritti)            | ↳ Votanti (% su iscritti)  | 59 158                  | 72,30                   |
| ↳ Astenuti (% su iscritti) | ↳ Astenuti (% su iscritti)           | ↳ Astenuti (% su iscritti) | 22 664                  | 27,70                   |
|                            |                                      |                            |                         |                         |
|                            | Esito: collegio confermato a Lib Dem |                            |                         |                         |

## Risultati dei referendum

### Referendum sulla permanenza del Regno Unito nell'Unione europea del 2016
|             | Collegio    | Lasciare UE % | Rimanere in UE % |
| ----------- | ----------- | ------------- | ---------------- |
|             | Winchester  | 39,7%         | 60,3%            |
|             | Inghilterra | 53,3%         | 46,7%            |
| Regno Unito | 51,9%       | 48,1%         |                  |